# 瓦尔德伯克尔海姆
瓦尔德伯克尔海姆是德国莱茵兰-普法尔茨州的一个市镇。总面积18.58平方公里，总人口2255人，其中男性1130人，女性1125人（2011年12月31日），人口密度121人/平方公里。